# 2024-es európai parlamenti választás Romániában
2024 júniusában tartották az Európai Unió tagállamaiban az európai parlamenti választásokat. Romániában erre június 9-én került sor, egyidejűleg az önkormányzati választásokkal.

## Induló pártok, pártszövetségek és függetlenek
A politikai formációk és független jelöltek a következő sorrendben szerepeltek a választói lapon:
| Sorszám | Megnevezés                                 | Formáció/Jelölt      |
| ------- | ------------------------------------------ | -------------------- |
| 1.      | PSD PNL választási szövetség               | választási szövetség |
| 2.      | S.O.S. Románia                             | párt                 |
| 3.      | Egyesült Jobboldal választási szövetség    | választási szövetség |
| 4.      | Szocialista Románia Párt                   | párt                 |
| 5.      | AUR Szövetség                              | választási szövetség |
| 6.      | Alternatív Jobboldal Párt                  | párt                 |
| 7.      | Humanista Szociálliberális Párt            | párt                 |
| 8.      | Megújítjuk Románia Európai Projektjét Párt | párt                 |
| 9.      | Romániai Magyar Demokrata Szövetség        | párt                 |
| 10.     | Nagy Románia Párt                          | párt                 |
| 11.     | Patrioták Pártja                           | párt                 |
| 12.     | Egyesült Diaszpóra Párt                    | párt                 |
| 13.     | Paula-Marinela Pîrvănescu                  | független            |
| 14.     | Vlad Gheorghe                              | független            |
| 15.     | Nicolae Ștefănuță                          | független            |
| 16.     | Dumitru Silvestru Șoșoacă                  | független            |

## Eredmények
A következő politikai pártok illetve választási szövetségek és egy független jelölt mandátumhoz jutottak az Európai Parlamentben a 2024-2029-es választási ciklusra:
| Politikai formáció                 | Európai párt              | EP frakció           | Szavazatszám | Szavazatarány | Mandátumok |
| ---------------------------------- | ------------------------- | -------------------- | ------------ | ------------- | ---------- |
| PSD PNL választási szövetség       | PES (PSD), EPP (PNL)      | S&D (PSD), EPP (PNL) | 4 304 937    | 48,7%         | 19         |
| AUR                                | -                         | ECR                  | 1 321 272    | 14,9%         | 6          |
| Egyesült Jobboldal                 | ALDE (USR), EPP (PMP, FD) | Renew (USR, PMP)     | 761 307      | 8,6%          | 3          |
| RMDSZ                              | EPP                       | EPP                  | 577 233      | 6,6%          | 2          |
| SOS Románia                        | -                         | -                    | 445 591      | 5,04%         | 2          |
| Nicolae Ștefănuță független jelölt | -                         | -                    | 269 448      | 3,05%         | 1          |